# Dariusz Wojciechowski (kolarz)
Dariusz Wojciechowski (ur. 13 lipca 1968 w Warszawie) – polski kolarz szosowy, reprezentant Polski, mistrz Polski (1996).

## Życiorys
Jego największym sukcesem było mistrzostwo Polski w szosowym wyścigu indywidualnym ze startu wspólnego w 1996, brązowy medal mistrzostw Polski w tej samej konkurencji w 2000 oraz zwycięstwo w Commonwealth Bank Classic (2000). W 1992 wygrał jeden z etapów Tour de Pologne. W 1996 wystąpił w Wyścigu Pokoju w barwach grupy Mróz, zajmując 74. miejsce.
W reprezentacji Polski wystąpił w szosowym wyścigu indywidualnym mistrzostw świata w 1996, ale go nie ukończył.
Był zawodnikiem zespołów Legia Warszawa, Damis-Szurkowski (1992), Warta-Damis-Szurkowski (1993), Petrochemia TP Szurkowski (1994), Lech Mróz (1995) oraz zawodowych Mróz (1996-2001), Ambra (2002), Weltour Katowice (2003), Grupa PSB Kreisel (2004) i MapaMap-BantProfi (2007), w którym był równocześnie dyrektorem sportowym, a następnie menadżerem zespołu Passage Cycling Team (2008). ten ostatni zespół ostatecznie nie przystąpił jednak do startów.